# Бонч-Бруєвич Володимир Дмитрович
Володи́мир Дми́трович Бонч-Брує́вич (рос. Бонч-Бруевич Владимир Дмитриевич; *28 червня 1873, Москва — †14 липня 1955, Москва)  — російський революціонер і радянський діяч, історик, літератор.
Народився у Москві в сім'ї чиновника. З кінця 1880-х pp. брав участь у революційному русі; був членом московського «Робітничого союзу». З 1901 співробітничав у ленінській «Іскрі», 1903—05 керував партійною експедицією, 1908—18 — видавництвом «Життя і знання» (видавництвом ім. «В. Бонч-Бруєвича і Н. Леніна», бібліотекою і архівом РСДРП у Женеві, провів велику роботу в Харкові по підготовці до III з'їзду партії. Співробітничав у газетах «Вперед» (1905), «Звезда» (1910—1912), «Правда» (1912—1914) та ін. Не раз зазнавав арештів. Учасник Жовтневого збройного перевороту в Петрограді. В 1917—20 працював керуючим справами Ради Народних Комісарів, пізніше — на видавничій та науково-дослідній роботі. Доктор історичних наук, відомий працями з історії революційного руху, атеїзму, етнографії, автор численних спогадів про В. І. Леніна.
Листувався з Іваном Франком, переклав російською мовою окремі його твори, видав перший том творів Григорія Сковороди (1912).
Нагороджений орденом Леніна.